# АБН Барда
ФК «АБН Барда»  (азерб. «ABN Bərdə» Futbol Klubu) — азербайджанский футбольный клуб. Выступал в Первом дивизионе чемпионата Азербайджана. Официальное название — футбольный клуб «АБН Барда». Основан в 1992 году. Представлял в чемпионате центральный регион Азербайджана, город Барда.

## История
Клуб создан в 1992 году под названием «Памбыгчы». В том же году выступил в первом чемпионате независимого Азербайджана. До 1998 года выступал в Премьер-Лиге. В 1997 году клуб был переименован в «Карабах» Барда. В сезоне 1998 года, из-за материальных трудностей команда прекратила своё существование и покинула Премьер-Лигу.
В 2005 году, обретя нового спонсора, клуб возобновил свою деятельность под названием «АБН». В 2006 году к аббревиатуре «АБН» было добавлено слово «Барда», по названию города, который представлял клуб. Команда стала называться «АБН Барда».

## Достижения
- Лучшим результатом клуба в Премьер-Лиге чемпионата Азербайджана было 5 место в группе «А», в сезоне 1993 года.
- За всё время выступления в Кубке Азербайджана лучшим достижением был выход в 1/8 финала.

## Ссылки

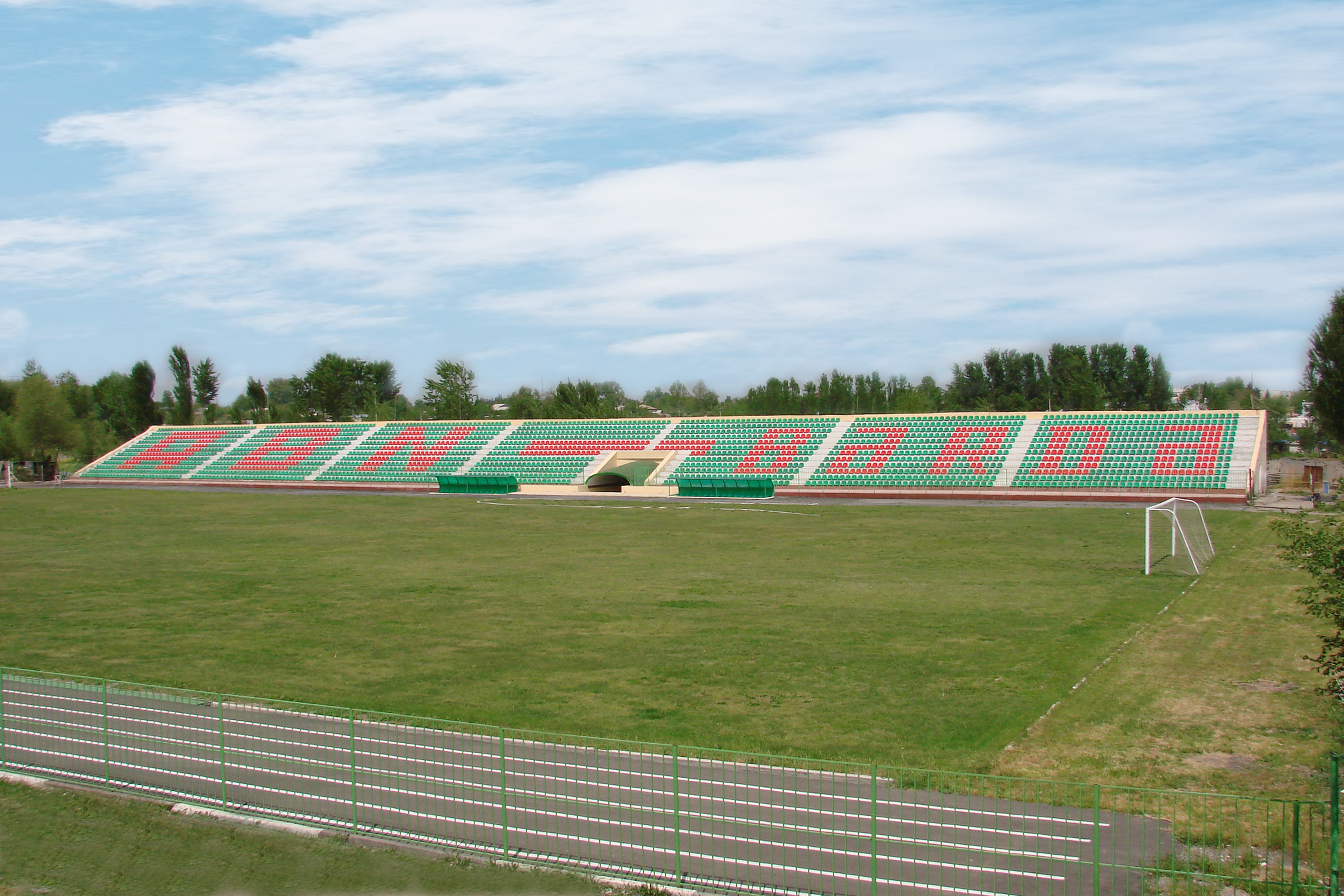
Футбольный стадион